# Notació de Barker
La notació de Barker (Barker's notation, en anglès) fa referència a la notació ERD desenvolupada per Richard Barker, Ian Palmer, Harry Ellis et al., cap al 1981. La notació va ser adoptada per Barker quan es va unir a Oracle i la va definir al seu llibre Entity Relationship Modeling com a part de la sèrie de llibres CASE Method. Aquesta notació va ser i encara és utilitzada per les eines de modelatge d'Oracle CASE. És una variació de l'estil de modelatge de dades anomenat "de peu de corb" que va ser escollit per molts tècnics per sobre de l'estil Chen original de modelatge ERD a causa de la seva llegibilitat i l'ús eficient de l'espai de dibuix.
La notació té característiques que representen les propietats de les relacions, com ara la cardinalitat i l'opcionalitat (el peu de corb i l'estil de les línies), l'exclusió (l'arc d'exclusió), la recursivitat (estructures de bucle) i l'ús de l'abstracció (caixes imbricades).